# 4 × 100 meter frisim för damer i simning vid olympiska sommarspelen 2012
Damernas 4 × 100 meter frisim vid olympiska sommarspelen 2012 ägde rum den 28 juli i London Aquatics Centre.

## Medaljörer
| Gren            | Guld                                                                      | Silver                                                                         | Brons                                                     |
| 4 × 100m frisim | Australien Alicia Coutts Cate Campbell Brittany Elmslie Melanie Schlanger | Nederländerna Inge Dekker Marleen Veldhuis Femke Heemskerk Ranomi Kromowidjojo | USA Missy Franklin Jessica Hardy Lia Neal Allison Schmitt |

## Resultat

### Heat
| Placeringar | Heat | Bana | Nationalitet   | Namn | Tid     | Noteringar |
| ----------- | ---- | ---- | -------------- | --- | ------- | ---------- |
| 1           | 2    | 3    | Australien     | Emily Seebohm (54.24) Brittany Elmslie (53.41) Yolane Kukla (54.61) Libby Trickett (54.08)                | 3:36.34 | Q          |
| 2           | 1    | 4    | USA            | Lia Neal (54.15) Amanda Weir (54.37) Natalie Coughlin (54.08) Allison Schmitt (53.86)                     | 3:36.53 | Q          |
| 3           | 2    | 4    | Nederländerna  | Marleen Veldhuis (54.73) Inge Dekker (53.79) Hinkelien Schreuder (55.62) Femke Heemskerk (53.59)          | 3:37.76 | Q          |
| 4           | 1    | 6    | Kina           | Tang Yi (53.86) Qiu Yuhan (54.85) Wang Haibing (54.14) Wang Shijia (55.06)                                | 3:37.91 | Q          |
| 5           | 1    | 5    | Japan          | Haruka Ueda (54.22) Yayoi Matsumoto (54.23) Miki Uchida (54.47) Hanae Ito (55.14)                         | 3:38.06 | Q          |
| 6           | 2    | 2    | Danmark        | Pernille Blume (54.44) Mie Nielsen (54.49) Lotte Friis (55.97) Jeanette Ottesen Gray (53.19)              | 3:38.09 | Q          |
| =7          | 1    | 2    | Storbritannien | Amy Smith (54.29) Jess Lloyd (54.53) Caitlin McClatchey (54.64) Rebecca Turner (54.75)                    | 3:38.21 | Q          |
| =7          | 1    | 3    | Sverige        | Sarah Sjöström (54.31) Michelle Coleman (54.14) Ida Marko-Varga (54.57) Gabriella Fagundez (55.19)        | 3:38.21 | Q          |
| 9           | 2    | 5    | Tyskland       | Britta Steffen (54.43) Silke Lippok (55.30) Lisa Vitting (54.77) Daniela Schreiber (54.66)                | 3:39.16 |            |
| 10          | 1    | 7    | Ryssland       | Veronika Popova (54.30) Nataliya Lovtsova (55.00) Viktoriya Andreyeva (55.27) Margarita Nesterova (55.02) | 3:39.59 |            |
| 11          | 2    | 6    | Kanada         | Victoria Poon (54.67) Julia Wilkinson (54.38) Samantha Cheverton (54.93) Heather Maclean (55.62)          | 3:39.60 |            |
| 12          | 2    | 7    | Italien        | Alice Mizzau (55.17) Federica Pellegrini (54.28) Laura Letrari (55.74) Erika Ferraioli (54.55)            | 3:39.74 |            |
| 13          | 1    | 8    | Belarus        | Aleksandra Gerasimenja (53.85) Svetlana Chochlova (54.96) Oksana Demidova (55.94) Julija Chitraja (55.92) | 3:40.67 |            |
| 14          | 2    | 1    | Nya Zeeland    | Tash Hind (55.93) Penelope Marshall (55.82) Amaka Gessler (55.77) Hayley Palmer (55.03)                   | 3:42.55 |            |
| 15          | 1    | 1    | Ungern         | Ágnes Mutina (56.05) Evelyn Verrasztó (55.80) Éva Risztov (57.81) Eszter Dara (55.13)                     | 3:44.79 |            |
| 16          | 2    | 8    | Grekland       | Theodora Drakou (55.42) Nery Mantey Niangkouara (55.52) Theodora Giareni (57.26) Kristel Vourna (57.35)   | 3:45.55 |            |

### Final
| Placering | Bana | Nationalitet   | Namn                                                                                             | Tid     | Noteringar |
| --------- | ---- | -------------- | ------------------------------------------------------------------------------------------------ | ------- | ---------- |
| 1         | 4    | Australien     | Alicia Coutts (53.90) Cate Campbell (53.19) Brittany Elmslie (53.41) Melanie Schlanger (52.65)   | 3:33.15 | 0OR0       |
| 2         | 3    | Nederländerna  | Inge Dekker (54.67) Marleen Veldhuis (53.80) Femke Heemskerk (53.39) Ranomi Kromowidjojo (51.93) | 3:33.79 |            |
| 3         | 5    | USA            | Missy Franklin (53.52) Jessica Hardy (53.53) Lia Neal (53.65) Allison Schmitt (53.54)            | 3:34.24 |            |
| 4         | 6    | Kina           | Tang Yi (53.58) Qiu Yuhan (54.49) Wang Haibing (54.03) Pang Jiaying (54.65)                      | 3:36.75 |            |
| 5         | 8    | Storbritannien | Amy Smith (54.27) Francesca Halsall (53.29) Jess Lloyd (54.65) Caitlin McClatchey (54.81)        | 3:37.02 |            |
| 6         | 7    | Danmark        | Pernille Blume (54.52) Mie Nielsen (54.04) Lotte Friis (55.72) Jeanette Ottesen Gray (53.24)     | 3:37.45 |            |
| 7         | 2    | Japan          | Haruka Ueda (54.34) Yayoi Matsumoto (54.52) Miki Uchida (54.43) Hanae Ito (54.67)                | 3:37.96 |            |
| -         | 1    | Sverige        | Michelle Coleman (54.57) Sarah Sjöström (53.91) Ida Marko-Varga (55.01) Gabriella Fagundez       | DSQ     |            |